# Energetikai audit
Az energetikai audit vagy energiaaudit olyan elemzés, amely egy épület, folyamat vagy rendszer energiafolyamatait, energiaáramlását és az azokat befolyásoló tényezőket vizsgálja azzal a céllal, hogy a rendszer energiaszükségletét csökkentse úgy, hogy annak fő funkcióját, célját nem korlátozza.
Az energetikai audit fő célja a CO2-kibocsátás és a környezetterhelés csökkentése, illetve olyan fejlesztések meghatározása, amelyek ezeknek a céloknak az elérését támogatja.

## Magyarországon
Magyarországon 2015 óta törvényi kötelezettség a nagyvállalatok számára az energetikai audit lefolytatása, amelynek ki kell terjednie „az épületek vagy épületcsoportok, ipari műveletek vagy létesítmények energiafogyasztási profiljának részletes felülvizsgálatára, beleértve a szállítást is”. (122/2015. (V. 26.) Korm. rendelet) Az audit minimális tartalmát jellemzik a következők:
- mért, és visszakövethető adatokra kell épülnie;
- ki kell terjednie az energiafogyasztás részletes vizsgálatára, beleértve a szállítást;
- amennyiben lehetséges, életciklus-elemzésre kell épülnie.

A törvényi kötelezettség teljesítése alól kivételt képeznek azok a vállalatok, amelyeknél ISO 50001 szabvány szerinti energiagazdálkodási irányítási rendszer működik.
Az energetikai audit lefolytatásához segítséget nyújthat az MSZ EN 16247 Energiaauditok című négyrészes szabvány.